# Zygophlebia mathewsii
Zygophlebia mathewsii là một loài dương xỉ trong họ Polypodiaceae. Loài này được Kunze ex Mett. L.E. Bishop mô tả khoa học đầu tiên năm 1989.